# Elecciones a la Junta General del Principado de Asturias de 2015
Las elecciones a la Junta General del Principado de Asturias de 2015 se celebraron el 24 de mayo para elegir a los 45 diputados de la X legislatura asturiana.

## Candidaturas
El 21 de abril de 2015 se anunció que se presentarían un total de 19 candidaturas, de las cuales tan sólo 6 obtendrían representación.

### Partidos con representación parlamentaria antes de las elecciones.

#### Federación Socialista Asturiana
Javier Fernández anunció en septiembre de 2014 su intención de continuar al frente del Gobierno asturiano, y por lo tanto presentarse como candidato de la FSA a la presidencia. En las primarias del PSOE-FSA fue el único aspirante, resultando por tanto elegido candidato, y siendo confirmado por el comité autonómico del partido en marzo de 2015.

#### Foro Asturias
En febrero de 2015, Francisco Álvarez-Cascos anunció que no se presentaría a las elecciones por tercera vez. De esta manera se abrió un proceso de primarias al que se presentó Cristina Coto, que tras conseguir más de 1600 avales y de contar con el apoyo de Álvarez Cascos, fue elegida candidata de Foro a la presidencia del Principado.

#### Partido Popular
Mercedes Fernández, candidata del PP en 2012, anunció en febrero que se ponía a disposición de su partido para ser candidata de la formación en Asturias. En marzo, el Comité Electoral Nacional del partido confirmó que Fernández sería la candidata a la Presidencia de Asturias.

#### Izquierda Unida
A las primarias de la formación en las que se decidiría el cabeza de lista de la coalición se presentaron dos candidatos, Gaspar Llamazares y Manuel Orviz. Llamazares buscó llegar a un acuerdo con Orviz para evitar una primarias disputadas, a lo que este se negó. Finalmente Llamazares ganó las primarias con 159 votos más que Orviz, siendo proclamado candidato de IU a la presidencia de Asturias.

#### UpyD
La dirección regional del partido, que había obtenido un diputado en 2012, decidió realizar una consulta a la militancia sobre una posible lista conjunta con Ciudadanos, partido de reciente creación. Esta consulta fue comparada por la dirección nacional con el referéndum de independencia de 2014 en Cataluña. La propuesta de una lista conjunta ganó la consulta con 69 votos a favor y ninguno en contra. Esto provocó una crisis en el partido que terminó con la expulsión de Ignacio Prendes, candidato a la presidencia, y la instauración de una gestora en el partido. Finalmente fue nombrado Adán Fernández cómo candidato.

### Partidos con representación parlamentaria después de las elecciones.

#### Ciudadanos
Ciudadanos eligió en enero a Francisco Gambarte como su candidato en Asturias, pero tras la publicación en el diario regional, La Nueva España, de unos tuits de carácter anticatalán, en los que decía que él se “limpiaba el culo” con la estelada (bandera independentista catalana), presentó su dimisión. De esta manera se volvió a abrir el proceso interno para la elección de la lista para Asturias. En este proceso se decidió unirse a la plataforma “Encuentro” liderada por el exdiputado Ignacio Prendes y que agrupaba a antiguos militantes descontentos de UPYD. Finalmente se eligió en asamblea a Nicanor García como cabeza de lista y a Ignacio Prendes cómo número dos, presentándose como independiente.

#### Podemos Asturias
Podemos Asturias celebró primarias para escoger a su cabeza de lista, a la que se presentaron Emilio León y Alba Agramonte. Podemos también eligió por primarias al resto de la candidatura. El ganador resultó ser Emilio León con el 86,9% de los votos.

## Campaña electoral
La campaña electoral tuvo una duración de quince días, comenzando a las cero horas del día 8 de mayo de 2015 y finalizando a las cero horas del día 23 de mayo del mismo año.

## Resultados
Los resultados de las elecciones dieron cómo ganador a las candidaturas presentadas por el PSOE-FSA, obteniendo 14 escaños. El segundo partido más votado fue el PP, que se quedó con 11 escaños, mejorando un escaño respecto a 2012. El peor parado fue Foro, que perdió 9 escaños, quedándose con 3. Izquierda Unida mantuvo sus 5 escaños. Además, dos nuevas formaciones, Podemos y Ciudadanos, entraron en el parlamento con 9 y 3 escaños respectivamente.
| ← Elecciones a la Junta General del Principado de Asturias de 2015 →                                                 |                                                                 |                                   |         |        |         |     |
| Presidente y gobierno                                                                                                | Partido                                                         | Candidato                         | Votos   | %      | Escaños | +/- |
| - Presidente: Javier Fernández - Gobierno: PSOE - Censo: - Votantes: 551.192 (55,79%) - Abstención: 436.373 (44,21%) | Partido Socialista Obrero Español (PSOE)                        | Javier Fernández Fernández        | 143.851 | 26,48% | 14      | -3  |
| - Presidente: Javier Fernández - Gobierno: PSOE - Censo: - Votantes: 551.192 (55,79%) - Abstención: 436.373 (44,21%) | Partido Popular (PP)                                            | Mercedes Fernández                | 117.319 | 21,59% | 11      | +1  |
| - Presidente: Javier Fernández - Gobierno: PSOE - Censo: - Votantes: 551.192 (55,79%) - Abstención: 436.373 (44,21%) | Podemos                                                         | Emilio José León Suárez           | 103.571 | 19,06% | 9       | +9  |
| - Presidente: Javier Fernández - Gobierno: PSOE - Censo: - Votantes: 551.192 (55,79%) - Abstención: 436.373 (44,21%) | Izquierda Unida de Asturias-Izquierda Xunida d'Asturies (IU-IX) | Gaspar Llamazares                 | 64.868  | 11,94% | 5       | =   |
| - Presidente: Javier Fernández - Gobierno: PSOE - Censo: - Votantes: 551.192 (55,79%) - Abstención: 436.373 (44,21%) | Foro de Ciudadanos (FAC)                                        | Cristina Coto                     | 44.480  | 8,19%  | 3       | -9  |
| - Presidente: Javier Fernández - Gobierno: PSOE - Censo: - Votantes: 551.192 (55,79%) - Abstención: 436.373 (44,21%) | Ciudadanos-Partido de la Ciudadanía (C's)a                      | Nicanor García Fernández          | 38.687  | 7,12%  | 3       | +3  |
| - Presidente: Javier Fernández - Gobierno: PSOE - Censo: - Votantes: 551.192 (55,79%) - Abstención: 436.373 (44,21%) | Unión Progreso y Democracia (UPyD)                              | Adán Fernández Veiguela           | 4.358   | 0,8%   | 0       | -1  |
| - Presidente: Javier Fernández - Gobierno: PSOE - Censo: - Votantes: 551.192 (55,79%) - Abstención: 436.373 (44,21%) | Partido Animalista Contra el Maltrato Animal (PACMA)            | Carmen Anes López                 | 3.975   | 0,73%  | 0       | =   |
| - Presidente: Javier Fernández - Gobierno: PSOE - Censo: - Votantes: 551.192 (55,79%) - Abstención: 436.373 (44,21%) | Escaños en Blanco (Eb)                                          | Armando Alfonso Rodríguez Fidalgo | 3.442   | 0,63%  | 0       | =   |
| - Presidente: Javier Fernández - Gobierno: PSOE - Censo: - Votantes: 551.192 (55,79%) - Abstención: 436.373 (44,21%) | Vox (VOX)                                                       | Ignacio Blanco Urizar             | 3.226   | 0,59%  | 0       | =   |
| - Presidente: Javier Fernández - Gobierno: PSOE - Censo: - Votantes: 551.192 (55,79%) - Abstención: 436.373 (44,21%) | Equo                                                            | David Díaz Delgado                | 1.986   | 0,37%  | 0       | =   |
| - Presidente: Javier Fernández - Gobierno: PSOE - Censo: - Votantes: 551.192 (55,79%) - Abstención: 436.373 (44,21%) | Andecha Astur (ANDECHA)                                         | Paulo Arboleya Canteli            | 990     | 0,18%  | 0       | =   |
| - Presidente: Javier Fernández - Gobierno: PSOE - Censo: - Votantes: 551.192 (55,79%) - Abstención: 436.373 (44,21%) | Partido Comunista de los Pueblos de España (PCPE)               | José Iván Fernández Andrade       | 888     | 0,16%  | 0       | =   |
| - Presidente: Javier Fernández - Gobierno: PSOE - Censo: - Votantes: 551.192 (55,79%) - Abstención: 436.373 (44,21%) | Recortes Cero                                                   | Bibiana Fernández Navarrete       | 417     | 0,08%  | 0       | =   |
| - Presidente: Javier Fernández - Gobierno: PSOE - Censo: - Votantes: 551.192 (55,79%) - Abstención: 436.373 (44,21%) | Movimiento RED                                                  | Jorge Enrique González Fuentes    | 364     | 0,07%  | 0       | =   |
| - Presidente: Javier Fernández - Gobierno: PSOE - Censo: - Votantes: 551.192 (55,79%) - Abstención: 436.373 (44,21%) | Movimiento Social Republicano (MSR)                             | Jesús Antonio Ruiz Gómez          | 301     | 0,06%  | 0       | =   |
| - Presidente: Javier Fernández - Gobierno: PSOE - Censo: - Votantes: 551.192 (55,79%) - Abstención: 436.373 (44,21%) | Unión Renovadora Asturiana (URAS)                               | José Manuel Suárez Mata           | 249     | 0,05%  | 0       | =   |
| - Presidente: Javier Fernández - Gobierno: PSOE - Censo: - Votantes: 551.192 (55,79%) - Abstención: 436.373 (44,21%) | Falange Española de las JONS (FE-JONS)                          | Jorge Cabanas González            | 59      | 0,01%  | 0       | =   |
| - Presidente: Javier Fernández - Gobierno: PSOE - Censo: - Votantes: 551.192 (55,79%) - Abstención: 436.373 (44,21%) | Partido Humanista (PH)                                          | José Antonio López Gómez          | 43      | 0,01%  | 0       | =   |
| - Presidente: Javier Fernández - Gobierno: PSOE - Censo: - Votantes: 551.192 (55,79%) - Abstención: 436.373 (44,21%) | Votos nulos                                                     | N/A                               | 7.852   | 1,42%  | N/A     | N/A |
| - Presidente: Javier Fernández - Gobierno: PSOE - Censo: - Votantes: 551.192 (55,79%) - Abstención: 436.373 (44,21%) | Votos blancos                                                   | N/A                               | 10.271  | 1,89%  | N/A     | N/A |

a Incluye a la Plataforma Encuentro, escisión de UPyD, siendo elegido diputado Ignacio Prendes, miembro de ésta.

### Por circunscripciones
| Candidatura | Candidatura      | Asturias | Asturias | Asturias | Asturias    |         | Central | Central | Central     | Central | Occidental | Occidental | Occidental  | Occidental | Oriental | Oriental | Oriental    | Oriental |
| Candidatura | Candidatura      | Votos    | %        | Esc.     | Crecimiento | Votos   | %       | Esc.    | Crecimiento | Votos   | %          | Esc.       | Crecimiento | Votos      | %        | Esc.     | Crecimiento |          |
| ----------- | ---------------- | -------- | -------- | -------- | ----------- | ------- | ------- | ------- | ----------- | ------- | ---------- | ---------- | ----------- | ---------- | -------- | -------- | ----------- | -------- |
|             | FSA-PSOE         | 143.851  | 26,99%   | 14       | 3           | 108.202 | 25,04%  | 9       | 3           | 22.216  | 36,33%     | 3          |             | 13.433     | 33,73%   | 2        |             |          |
|             | PP               | 117.319  | 22,01%   | 11       | 1           | 89.692  | 20,76%  | 7       |             | 16.643  | 27,21%     | 2          |             | 10.984     | 27,58%   | 2        | 1           |          |
|             | Podemos Asturies | 103.571  | 19,43%   | 9        | 9           | 89.291  | 20,67%  | 7       | 7           | 8.889   | 14,53%     | 1          | 1           | 5.391      | 13,54%   | 1        | 1           |          |
|             | IU-IX            | 64.868   | 12,17%   | 5        |             | 57.587  | 13,33%  | 5       |             | 4.821   | 7,88%      | 0          |             | 2.460      | 6,18%    | 0        |             |          |
|             | Foro Asturias    | 44.480   | 8,34%    | 3        | 9           | 34.248  | 7,93%   | 3       | 6           | 5.220   | 8,54%      | 0          | 1           | 5.012      | 12,58%   | 0        | 2           |          |
|             | Ciudadanos       | 38.687   | 7,26%    | 3        | 3           | 34.964  | 8,09%   | 3       | 3           | 2.049   | 3,35%      | 0          |             | 1.674      | 4,20%    | 0        |             |          |
|             | UPyD             | 4.358    | 0,82%    | 0        | 1           | 3.942   | 0,91%   | 0       | 1           | 231     | 0,38%      | 0          |             | 185        | 0,46%    | 0        |             |          |
| Otros       | Otros            | 15.940   | 3,02%    | 0        |             | 14.162  | 3,27%   | 0       |             | 1.088   | 1,79%      | 0          |             | 690        | 1,74%    | 0        |             |          |
|             |                  |          |          |          |             |         |         |         |             |         |            |            |             |            |          |          |             |          |
| Total       | Total            | 533.074  | 100,00%  | 45       | 0           | 432.088 | 100,00% | 34      | -           | 61.157  | 100,00%    | 6          | -           | 39.829     | 100,00%  | 5        | 0           |          |

## Acontecimientos posteriores

### Investidura del Presidente del Principado de Asturias
Las votaciones para la investidura del Presidente del Principado de Asturias en la Junta General del Principado de Asturias tuvieron el siguiente resultado:
| 1 de julio de 2015 Mayoría requerida: Absoluta (23/45)                                       | Javier Fernández (PSOE) | 14 |    |   |   |   |   | 14/45 |
| 1 de julio de 2015 Mayoría requerida: Absoluta (23/45)                                       | Mercedes Fernández (PP) |    | 11 |   |   |   |   | 11/45 |
| 1 de julio de 2015 Mayoría requerida: Absoluta (23/45)                                       | Emilio León (Podemos)   |    |    | 9 |   |   |   | 9/45  |
| 1 de julio de 2015 Mayoría requerida: Absoluta (23/45)                                       | Abstención              |    |    |   | 5 | 3 | 3 | 11/45 |
| 3 de julio de 2015 Mayoría requerida: Simple                                                 | Javier Fernández (PSOE) | 14 |    |   |   |   |   | 14/45 |
| 3 de julio de 2015 Mayoría requerida: Simple                                                 | Mercedes Fernández (PP) |    | 11 |   |   | 3 |   | 14/45 |
| 3 de julio de 2015 Mayoría requerida: Simple                                                 | Abstención              |    |    | 9 | 5 |   | 3 | 17/45 |
| 21 de julio de 2015 Mayoría requerida: Simple                                                | Javier Fernández (PSOE) | 14 |    |   | 5 |   |   | 19/45 |
| 21 de julio de 2015 Mayoría requerida: Simple                                                | Mercedes Fernández (PP) |    | 11 |   |   | 3 |   | 14/45 |
| 21 de julio de 2015 Mayoría requerida: Simple                                                | Abstención              |    |    | 9 |   |   | 3 | 12/45 |
| Fuentes: - EFE, primera convocatoria - ABC, segunda convocatoria - ABC, tercera convocatoria |                         |    |    |   |   |   |   |       |